# Honorarverteilungsvertrag
Ein Honorarverteilungsvertrag (HVV, bis 2004 und ab 2012 Honorarverteilungsmaßstab, HVM) regelte in Deutschland von 2004 bis 2011 die Verteilung der von den Krankenkassen bereitgestellten Gesamtvergütung durch die Kassenärztlichen (KV) oder Kassenzahnärztlichen Vereinigungen (KZV) an ihre Ärzte oder Zahnärzte. Rechtsgrundlage für Honorarverteilungsverträge war § 85 SGB V Abs. 4 des Fünften Buches Sozialgesetzbuch. Bis Mitte 2004 erfolgte die Festsetzung der Honorarverteilungsmaßstäbe durch die Kassenärztlichen und Kassenzahnärztlichen Vereinigungen als Satzungsrecht. Seitdem wurde die Honorarverteilung zwischen Krankenkassenverbänden und jeder einzelnen Kassenärztlichen und Kassenzahnärztlichen Vereinigung im Einvernehmen vereinbart. Man sprach damals von einem Honorarverteilungsvertrag (HVV).

## Honorarverteilungsmaßstab (HVM)
Mit der Gesundheitsreform GKV-Versorgungsstrukturgesetz, die zum 1. Januar 2012 in Kraft getreten ist, wurde dies wieder auf den Stand des Jahres 2004 zurückgesetzt, d. h. die Honorarverteilung wurde gemäß § 85 SGB V wieder als Satzungsrecht der jeweiligen KV bzw. KZV festgelegt. Der Honorarverteilungsmaßstab muss seitdem im Benehmen mit den Krankenkassen von der jeweiligen Vertreterversammlung der KV bzw. KZV beschlossen werden. Er regelt die Einhaltung der Budgetierung und ist damit ein Instrument der Mangelverteilung.

## Berechnung der Gesamtvergütungsobergrenze
Die Kassenärztlichen und Kassenzahnärztlichen Vereinigungen verteilen gemäß dem Honorarverteilungsmaßstab (einem Verteilungsschlüssel) die Gelder aus den Honorartöpfen an die Ärzte und Zahnärzte.

### Historie
Die Krankenkassen zahlten für die ärztlichen und zahnärztlichen Behandlungen ihrer Versicherten von 1993 bis 2008 einen Pro-Mitglieds-Betrag (auch Kopfpauschale genannt, unterschiedlich je nach Krankenkasse und KV-/KZV-Bezirk) mit befreiender Wirkung in kassenartenspezifische Honorartöpfe (Primär- oder Ersatzkassen unterschiedlich je Fachrichtung in der Größenordnung von 100 bis 600 € pro Jahr). Für die kostenfrei mitversicherten Ehegatten und Kinder zahlten die Krankenkassen keinen gesonderten Betrag; bei der erstmaligen Ermittlung der Höhe der Kopfpauschale 1993 war vielmehr das auf die Familienangehörigen entfallende Leistungsvolumen in die Höhe der Mitglieder-bezogenen Kopfpauschale eingerechnet worden – allerdings hatten sich die Relationen zwischen Zahl der Mitglieder und Zahl der Familienangehörigen seitdem zwischen den Regionen unterschiedlich entwickelt, ohne dass die Kopfpauschale bis Ende 2008 entsprechend korrigiert worden wäre. Die Gesamtvergütungsobergrenze errechnete sich aus der Multiplikation des Pro-Kopf-Betrags mit der Zahl der Mitglieder einer Krankenkasse im betreffenden Bundesland.

### Ärztlicher Bereich
Mit den Änderungen des GKV-Wettbewerbsstärkungsgesetz zum 1. Januar 2009 wurde im ärztlichen Bereich die Kopfpauschale abgeschafft und durch eine morbiditätsorientierte Zuweisung der Finanzmittel an die Krankenkassen ersetzt, die sich nicht mehr auf Mitglieder, sondern auf Versicherte bezieht.

### Zahnärztlicher Bereich
Im zahnärztlichen Bereich wird die Gesamtvergütungsobergrenze unverändert nach Kopfpauschalen errechnet, je nach KZV-Bereich und Krankenkasse je Mitglied oder je Versicherten. Dabei wird die jeweilige Kopfpauschale mit der Zahl der Mitglieder einer Krankenkasse oder mit der Zahl der Versicherten einer Krankenkasse multipliziert. Bei einer Umstellung vom Mitgliederbezug zum Versichertenbezug ist für eine volumenneutrale Umrechnung zu sorgen.

## Gesamtvergütung in der vertragszahnärztlichen Versorgung
Mit dem GKV-Versorgungsstrukturgesetz von 2011 ist in der vertragszahnärztlichen Versorgung die strikte Orientierung an der Entwicklung der Grundlohnsumme (GLS) aufgegeben worden. Neben der Grundlohnsummenentwicklung  sind ab 2013 eine Reihe weiterer Kriterien gleichwertig neben der GLS zu berücksichtigen, die durch den neuformulierten § 85 Abs. 3 SGB V vorgegeben werden:

„In der vertragszahnärztlichen Versorgung vereinbaren die Vertragsparteien des Gesamtvertrages die Veränderungen der Gesamtvergütungen unter Berücksichtigung der Zahl und Struktur der Versicherten, der Morbiditätsentwicklung, der Kosten- und Versorgungsstruktur, der für die vertragszahnärztliche Tätigkeit aufzuwendenden Arbeitszeit sowie der Art und des Umfangs der zahnärztlichen Leistungen, soweit sie auf einer Veränderung des gesetzlichen oder satzungsmäßigen Leistungsumfangs beruhen. Bei der Vereinbarung der Veränderungen der Gesamtvergütungen ist der Grundsatz der Beitragssatzstabilität (§ 71) in Bezug auf das Ausgabenvolumen für die Gesamtheit der zu vergütenden vertragszahnärztlichen Leistungen ohne Zahnersatz neben den Kriterien nach Satz 1 zu berücksichtigen.“

Hierdurch soll zukünftig die Auszahlung der zahnärztlichen Honorare zum vereinbarten Punktwert in den budgetierten Bereichen sichergestellt werden, ohne dass es zu Honorarkürzungen durch Einsatz des Honorarverteilungsmaßstabs kommt.  

## Kritik
Die Budgetierung von Gesundheitsleistungen ist heftig umstritten. Für die Krankenkassen hatte sie in der bis 2009 geltenden Ausgestaltung den Effekt, dass die Ausgaben dieses Sektors sich an der allgemeinen Lohnentwicklung orientierten und damit für die Krankenkassen kalkulierbar begrenzt blieben. Die Höhe der Kopfpauschalen folgte nicht der demographischen Entwicklung, der Änderung der Morbidität, dem medizinischen Fortschritt oder der Arztzahlentwicklung, sondern war gesetzlich auf die Steigerung der Grundlohnsumme (GLS) beschränkt. Sie folgte also nicht dem Bedarf, sondern einem meist geringer wachsenden sachfremden Parameter (Primat der Beitragssatzstabilität). Siehe hierzu die Grundlohnsummenentwicklung gemäß der Veränderungsrate nach § 71 Abs. 3 SGB V im Vergleich zur Inflationsrate. Weil die ärztlich erbrachte Leistungsmenge jährlich schneller stieg, als die durch die Bindung an die Grundlohnsummenentwicklung begrenzten Kopfpauschalen, sanken die ärztlichen Honorare je Leistung über viele Jahre (floatender Punktwert). Mit dem GKV-Wettbewerbsstärkungsgesetz von 2007 ist in der vertragsärztlichen Versorgung die Grundlohnsummenorientierung des Wachstums der Gesamtvergütungen, die die Krankenkassen an die Kassenärztlichen Vereinigungen entrichten, von einer Orientierung an der Entwicklung der Morbidität der Versicherten, wie sie durch Diagnosen und demographische Parameter gemessen wird, abgelöst worden. 